# فریم کورت
فریم کورت (به فرانسوی: Framecourt) یک کمون (فرانسه) در فرانسه است که در پا-دو-کاله در منطقهاو-دو-فرانس   واقع شده‌است. فریم کورت ۲٫۲۸ کیلومتر مربع مساحت دارد ۱۴۶ متر بالاتر از سطح دریا واقع شده‌است.